# T.R. Zeliang
Taditui Rangkau Zeliang (ur. 21 lutego 1952 w Mbaupunggwa) – indyjski polityk, premier stanowy Nagalandu (2014–2017, 2017–2018).

## Życiorys
Urodził się we wsi Mbaupunggwa w dystrykcie Peren. Pochodzi z plemienia Zeliang. Absolwent Arts College w Kohimie. Aktywny w organizacjach związanych z własną grupą etniczną, zaangażował się też w działalność polityczną w strukturach młodzieżówki Indyjskiego Kongresu Narodowego (INC). Pełnił funkcję jej przewodniczącego w dystrykcie Peren. Do Zgromadzenia Ustawodawczego Nagalandu kandydował, bezskutecznie w 1982 i 1987. W stanowych ławach parlamentarnych zasiadł po raz pierwszy w 1989, mandat odnawiał kolejno w 1993, 1998, 2003, 2008, 2013 i 2018. Wielokrotnie wchodził w skład rządu Nagalandu, poczynając od 1989. Odpowiadał choćby za resort środowiska (1998–2003), w latach późniejszych natomiast za resort planowania i górnictwa. Między 2004 a 2008 reprezentował Nagaland w izbie wyższej indyjskiego parlamentu federalnego.
Dwukrotnie kierował rządem macierzystego stanu (2014–2017, 2017–2018), później zaś był liderem opozycji w nagalandzkiej legislatywie. W ciągu swej trwającej kilka dekad kariery reprezentował różne partie. Długoletni działacz INC, w 2003 sformował Nagaland Congress, wreszcie wstąpił do Naga People's Front. Spędził też pewien czas w Naga People's Council i w nieistniejącej już Naga National Democratic Party.
Określa się mianem gorliwego chrześcijanina. Chrzest przyjął już jako człowiek dorosły, w 1973. Należy do plemienia Nagów, które przyjęło chrześcijaństwo jako jedno z ostatnich. Znaczna część jego plemiennych pobratymców zresztą pozostaje wierna Herace, swym przedchrześcijańskim wierzeniom, do dziś. Kwestia ta stała się przedmiotem politycznej kontrowersji podczas kryzysu politycznego z 2017. Shürhozelie Liezietsu, ustępujący premier, należący zresztą do tej samej co Zeliang partii, nazwał go wówczas pogardliwie chłopcem Heraki. 